# Mustela strigidorsa
La donnola dal dorso striato (Mustela strigidorsa Gray, 1853) è una specie della famiglia dei Mustelidi ampiamente distribuita nell'Asia sud-orientale. In ragione di una popolazione presumibilmente numerosa, della presenza in un gran numero di aree protette, di un'apparente tolleranza alle modificazioni dell'habitat e alla pressione venatoria, la IUCN la classifica tra le «specie a rischio minimo» (least concern).

## Descrizione
La donnola dal dorso striato si distingue da tutte le altre specie del genere Mustela per la presenza di una sottile striscia dorsale argentata che si estende dall'occipite fin quasi alla base della coda, nonché di una corrispettiva striscia ventrale giallastra che attraversa petto e addome. La colorazione generale della regione dorsale varia dal marrone cioccolato scuro a quello chiaro, talvolta leggermente più chiaro sulla testa e generalmente un po' più scuro lungo i lati della striscia dorsale. Coda e zampe sono dello stesso colore del dorso. Il labbro superiore sotto il rinario, il mento e la gola fino al livello delle orecchie sono di un colore chiaro che varia dal biancastro all'ocra chiaro. Sulla parte posteriore della gola e su quella anteriore del petto, la zona ricoperta da colorazione chiara si assottiglia gradualmente, fino a divenire piuttosto ristretta tra le zampe anteriori, da dove prosegue nella striscia ventrale, per allargarsi di nuovo nella regione inguinale, tra le cosce. Le piante dei piedi sono ben sviluppate, il cuscinetto plantare è quadrilobato e l'area circostante è interamente nuda.
La folta coda è piuttosto lunga: la sua lunghezza è più della metà di quella testa-corpo. Nei maschi la lunghezza testa-corpo è di 30–36 cm, e quella della coda di 18–20 cm. Un giovane maschio catturato vivo aveva un peso stimato di appena 700 g.

## Distribuzione e habitat
La presenza della donnola dal dorso striato è stata confermata in località sparse attraverso l'India nord-orientale, il Myanmar settentrionale e centrale, la Cina meridionale, la Thailandia settentrionale e le regioni settentrionali e centrali di Laos e Vietnam ad altitudini comprese tra il livello del mare e i 2.500 m. In India è stata segnalata a Dampa nel 1994, e nel parco nazionale di Namdapha.

## Biologia
Conosciamo ben poco sulle preferenze di habitat e le abitudini di questo mustelide. Esso è stato rinvenuto in una grande varietà di habitat, e non è stato ancora possibile definire quali siano i requisiti necessari per la sua sopravvivenza. Gli esemplari raccolti sono stati rinvenuti in fitte giungle di collina, foreste sempreverdi di collina, foreste sempreverdi disturbate da attività antropiche, foreste sempreverdi di bassa montagna e foreste sempreverdi di pianura. La maggior parte degli avvistamenti sul campo sono avvenuti di giorno.
Sulle Naga Hills, un esemplare è stato visto lottare con un grosso ratto bandicoot.